# Copa de Oro de la Concacaf 2002
La Copa de Oro de la Concacaf 2002 (en inglés: 2002 CONCACAF Gold Cup) fue la decimosexta edición del torneo continental de selecciones organizado por la CONCACAF, que se realizó en los Estados Unidos durante enero y febrero. Al igual que en la edición anterior participaron 12 selecciones nacionales, pero solo con dos invitados. 
El torneo fue ganado por Estados Unidos venciendo en la final a Costa Rica por 2-0, asegurando su segundo título continental después de 11 años.

## Sede
El torneo se desarrolló nuevamente en los Estados Unidos, esta vez las sedes se disminuyeron de 3 a 2 ciudades.

### Estadios
| Pasadena          | Miami             |
| ----------------- | ----------------- |
| California        | Florida           |
| Estadio Rose Bowl | Miami Orange Bowl |
| Capacidad: 93 000 | Capacidad: 74 476 |
|                   |                   |
| Pasadena Miami    |                   |

## Árbitros
Para esta edición, solo se contó con la presencia de un árbitro  proveniente de CONMEBOL. En total se confirmaron 10 árbitros centrales y 10 árbitros asistentes.
| Centrales - Brian Hall - Gilberto Alcalá - Samuel Richard - Carlos Batres - Peter Prendergast - José Pineda - Rodolfo Sibrian - Rogger Zambrano - Noel Bynoe - Roberto Moreno | Asistentes - Erick Mora - Curtis Charles - François Clemroy - Virgilio Ruiz - Michael Ragoonath - Hector Vergara - Michael Mitchell - Vladimir Fernández - Lawrence Griffith - Modesto Hierrezuelo |

## Formato de competición
El torneo se desarrolla dividido en cinco etapas: fase de grupos, cuartos de final, semifinales, partido por el tercer lugar y final.
En la fase de grupos los doce equipos participantes se dividen en 4 grupos de 3 equipos, cada equipo juega una vez contra sus rivales de grupo con un sistema de todos contra todos, los equipos son clasificados en los grupos según los puntos obtenidos en todos sus partidos jugados los cuales son otorgados de la siguiente manera:
- 3 puntos por partido ganado.
- 1 punto por partido empatado.
- 0 puntos por partido perdido.

Clasifican a los cuartos de final los dos primeros lugares de cada grupo. Si al término de la fase de grupos dos o más equipos terminan empatados en puntos se aplican los siguientes criterios de desempate:
- La diferencia de goles en los partidos del grupo.
- La mayor cantidad de puntos obtenidos en los partidos entre los equipos en cuestión.
- Sorteo por parte del Comité de la Copa Oro.

En los cuartos de final los 8 equipos clasificados a esta instancia forman 4 series de dos equipos, los ganadores de cada serie clasifican a las semifinales, y los ganadores de las semifinales disputan la final del torneo. Los enfrentamientos de cuartos de final y semifinales se determinan de la siguiente manera:
| Cuartos de final - Ganador Grupo C - Segundo Grupo D (Semifinalista 1) - Ganador Grupo A - Segundo Grupo B (Semifinalista 2) - Ganador Grupo D - Segundo Grupo C (Semifinalista 3) - Ganador Grupo B - Segundo Grupo A (Semifinalista 4) | Semifinales - Semifinalista 1 - Semifinalista 2 - Semifinalista 3 - Semifinalista 4 |

Los cuartos de final, semifinales y final se juegan con un sistema de eliminación directa, si algún partido de estas fases termina empatado luego de los noventa minutos de tiempo de juego reglamentario se procede a jugar un tiempo extra consistente en dos periodos de 15 minutos, si la igualdad persiste se define al ganador mediante tiros desde el punto penal.

## Clasificación
Las 3 selecciones pertenecientes a la Unión Norteamericana de Fútbol (NAFU), Estados Unidos (anfitrión), México y Canadá (campeón defensor) clasificaron automáticamente. A éstos se le suman las selecciones invitadas del torneo Ecuador (proveniente de la CONMEBOL) y Corea del Sur (proveniente de la AFC) además de las selecciones pertenecientes a la Unión Centroamericana de Fútbol (UNCAF) y a la Unión Caribeña de Fútbol (CFU) que disputaron torneos clasificatorios que fueron a su vez los torneos regionales de ambos organismos subordinados de la Concacaf, la repartición de los 7 cupos en cuestión fue la siguiente:
- Centroamérica: 3.5
- Caribe: 3.5

La Copa Uncaf 2001 se llevó a cabo en Honduras del 23 de mayo al 3 de junio de 2001 y en ella participaron por primera vez las 7 selecciones que integran el organismo. Los 3 primeros lugares de la fase final de esta competencia consiguieron su clasificación al torneo, siendo Guatemala, Costa Rica y El Salvador los clasificados. Mientras que Panamá al terminar última tuvo que disputar el repechaje contra el cuarto lugar del Caribe.
La Copa del Caribe 2001 se llevó a cabo en Trinidad y Tobago del 3 de febrero al 25 de mayo y en ella participaron 21 selecciones. Los 3 primeros lugares de la fase final de esta competencia consiguieron su clasificación al torneo, siendo Trinidad y Tobago, Haití y Martinica los clasificados. Mientras que Cuba al perder el partido por el tercer lugar tendría que disputar el repechaje contra el cuarto lugar de Centroamérica.

### Repechaje
| 29 de julio de 2001 | Panamá | 0:0 | Cuba | Estadio Rommel Fernández, Ciudad de Panamá             |  |
|                     |        |     |      | Asistencia: 10 000 espectadores Árbitro(s): Brian Hall |  |

| 5 de agosto de 2001 | Cuba      | 1:0 (0:0) | Panamá | Estadio Pedro Marrero, La Habana |                               |
|                     | Prado 79' |           |        | Asistencia: 6000 espectadores    | Asistencia: 6000 espectadores |

| Bandera de Cuba |
| Cuba            |

## Equipos participantes
Las selecciones de  Estados Unidos, Canadá y México tuvieron asegurada su clasificación. 
- En cursiva los equipos debutantes.
- En negrita los equipos invitados.

| CFU | UNCAF |

| Equipos participantes | Equipos participantes | Equipos participantes | Equipos participantes |
| --------------------- | --------------------- | --------------------- | --------------------- |
| Canadá                | El Salvador           | Corea del Sur         | Martinica             |
| Costa Rica            | Ecuador               | Guatemala             | México                |
| Cuba                  | Estados Unidos        | Haití                 | Trinidad y Tobago     |

### Sorteo
| Bombo 1 | Bombo 2                                | Bombo 3                                                           |
| --- | -------------------------------------- | ----------------------------------------------------------------- |
| México Estados Unidos (anfitrión, asignado al Gpo. B) Canadá (Campeón defensor, asignado al Gpo. D) Costa Rica | Guatemala Trinidad y Tobago Haití Cuba | El Salvador Martinica Ecuador (invitado) Corea del Sur (invitado) |

## Resultados

### Primera fase

#### Grupo A
| Equipo      | Pts | PJ | PG | PE | PP | GF | GC | DIF |
| ----------- | --- | -- | -- | -- | -- | -- | -- | --- |
| México      | 6   | 2  | 2  | 0  | 0  | 4  | 1  | 3   |
| El Salvador | 3   | 2  | 1  | 0  | 1  | 1  | 1  | 0   |
| Guatemala   | 0   | 2  | 0  | 0  | 2  | 1  | 4  | -3  |

| 19 de enero de 2002 | El Salvador | 0:1 (0:1) | México     | Estadio Rose Bowl, Pasadena                                 |                                                             |
|                     |             |           | García 31' | Asistencia: 42 117 espectadores Árbitro(s): Rogger Zambrano | Asistencia: 42 117 espectadores Árbitro(s): Rogger Zambrano |

| 21 de enero de 2002 | México                                       | 3:1 (2:1) | Guatemala | Estadio Rose Bowl, Pasadena                                   |                                                               |
|                     | Bautista 26' (pen.) · Garcés 37' · Ochoa 90' |           | Plata 35' | Asistencia: 31 244 espectadores Árbitro(s): Peter Prendergast | Asistencia: 31 244 espectadores Árbitro(s): Peter Prendergast |

| 23 de enero de 2002 | Guatemala | 0:1 (0:0) | El Salvador | Estadio Rose Bowl, Pasadena                                 |                                                             |
|                     |           |           | Cabrera 58' | Asistencia: 12 906 espectadores Árbitro(s): Rogger Zambrano | Asistencia: 12 906 espectadores Árbitro(s): Rogger Zambrano |

#### Grupo B
| Equipo         | Pts | PJ | PG | PE | PP | GF | GC | DIF |
| -------------- | --- | -- | -- | -- | -- | -- | -- | --- |
| Estados Unidos | 6   | 2  | 2  | 0  | 0  | 3  | 1  | 2   |
| Corea del Sur  | 1   | 2  | 0  | 1  | 1  | 1  | 2  | -1  |
| Cuba           | 1   | 2  | 0  | 1  | 1  | 0  | 1  | -1  |

| 19 de enero de 2002 | Estados Unidos            | 2:1 (0:1) | Corea del Sur      | Estadio Rose Bowl, Pasadena                                |                                                            |
|                     | Donovan 35' · Beasley 90' |           | Song Chong-Gug 38' | Asistencia: 42 117 espectadores Árbitro(s): Samuel Richard | Asistencia: 42 117 espectadores Árbitro(s): Samuel Richard |

| 21 de enero de 2002 | Cuba | 0:1 (0:1) | Estados Unidos     | Estadio Rose Bowl, Pasadena                             |                                                         |
|                     |      |           | McBride 22' (pen.) | Asistencia: 31 244 espectadores Árbitro(s): José Pineda | Asistencia: 31 244 espectadores Árbitro(s): José Pineda |

| 23 de enero de 2002 | Corea del Sur | 0:0 | Cuba | Estadio Rose Bowl, Pasadena                             |  |
|                     |               |     |      | Asistencia: 12 906 espectadores Árbitro(s): Noel Bynoe] |  |

#### Grupo C
| Equipo            | Pts | PJ | PG | PE | PP | GF | GC | DIF |
| ----------------- | --- | -- | -- | -- | -- | -- | -- | --- |
| Costa Rica        | 4   | 2  | 1  | 1  | 0  | 3  | 1  | 2   |
| Martinica         | 3   | 2  | 1  | 0  | 1  | 1  | 2  | -1  |
| Trinidad y Tobago | 1   | 2  | 0  | 1  | 1  | 1  | 2  | -1  |

| 18 de enero de 2002 | Martinica | 0:2 (0:1) | Costa Rica                | Orange Bowl, Miami                                          |                                                             |
|                     |           |           | Medford 38' · Fonseca 56' | Asistencia: 14 508 espectadores Árbitro(s): Gilberto Alcalá | Asistencia: 14 508 espectadores Árbitro(s): Gilberto Alcalá |

| 20 de enero de 2002 | Costa Rica  | 1:1 (0:0) | Trinidad y Tobago | Orange Bowl, Miami                                     |                                                        |
|                     | Fonseca 56' |           | John 90' (pen.)   | Asistencia: 12 253 espectadores Árbitro(s): Brian Hall | Asistencia: 12 253 espectadores Árbitro(s): Brian Hall |

| 22 de enero de 2002 | Trinidad y Tobago | 0:1 (0:0) | Martinica  | Orange Bowl, Miami                                        |                                                           |
|                     |                   |           | Percin 51' | Asistencia: 3827 espectadores Árbitro(s): Rodolfo Sibrian | Asistencia: 3827 espectadores Árbitro(s): Rodolfo Sibrian |

#### Grupo D
| Equipo  | Pts | PJ | PG | PE | PP | GF | GC | DIF |
| ------- | --- | -- | -- | -- | -- | -- | -- | --- |
| Canadá  | 3   | 2  | 1  | 0  | 1  | 2  | 2  | 0   |
| Haití   | 3   | 2  | 1  | 0  | 1  | 2  | 2  | 0   |
| Ecuador | 3   | 2  | 1  | 0  | 1  | 2  | 2  | 0   |

| 18 de enero de 2002 | Haití | 0:2 (0:1) | Canadá          | Orange Bowl, Miami                                         |                                                            |
|                     |       |           | McKenna 28' 49' | Asistencia: 14 508 espectadores Árbitro(s): Roberto Moreno | Asistencia: 14 508 espectadores Árbitro(s): Roberto Moreno |

| 20 de enero de 2002 | Ecuador | 0:2 (0:2) | Haití                         | Orange Bowl, Miami                                        |                                                           |
|                     |         |           | Méndez 7' (a.g.) · Alerte 45' | Asistencia: 12 253 espectadores Árbitro(s): Carlos Batres | Asistencia: 12 253 espectadores Árbitro(s): Carlos Batres |

| 22 de enero de 2002 | Canadá | 0:2 (0:0) | Ecuador            | Orange Bowl, Miami                                   |                                                      |
|                     |        |           | Aguinaga 84' 90+2' | Asistencia: 3827 espectadores Árbitro(s): Brian Hall | Asistencia: 3827 espectadores Árbitro(s): Brian Hall |

### Segunda fase
|  | Cuartos de final   | Cuartos de final    |               |       | Semifinales                  | Semifinales                  |  |  | Final | Final |
|  |                    |                     |               |       |                              |                              |  |  |       |       |
|  | 26 de enero        |                     |               |       |                              |                              |  |  |       |       |
|  |                    |                     |               |       |                              |                              |  |  |       |       |
|  | Costa Rica (t.s.)  | 2                   |               |       |                              |                              |  |  |       |       |
|  | Costa Rica (t.s.)  | 2                   | 30 de enero   |       |                              |                              |  |  |       |       |
|  | Haití              | 1                   |               |       |                              |                              |  |  |       |       |
|  | Haití              | 1                   | Costa Rica    | 3     |                              |                              |  |  |       |       |
|  | 26 de enero        |                     | Costa Rica    | 3     |                              |                              |  |  |       |       |
|  |                    | Corea del Sur       | 1             |       |                              |                              |  |  |       |       |
|  | México             | Corea del Sur       | 1             | 0 (2) |                              |                              |  |  |       |       |
|  | México             |                     | 2 de febrero  | 0 (2) |                              |                              |  |  |       |       |
|  | Corea del Sur (p.) | 0 (4)               |               |       |                              |                              |  |  |       |       |
|  | Corea del Sur (p.) | 0 (4)               | Costa Rica    | 0     |                              |                              |  |  |       |       |
|  | 27 de enero        |                     | Costa Rica    | 0     |                              |                              |  |  |       |       |
|  |                    | Estados Unidos      | 2             |       |                              |                              |  |  |       |       |
|  | Canadá (p.)        | Estados Unidos      | 2             | 1 (5) |                              |                              |  |  |       |       |
|  | Canadá (p.)        | 30 de enero         |               | 1 (5) |                              |                              |  |  |       |       |
|  | Martinica          | 1 (4)               |               |       |                              |                              |  |  |       |       |
|  | Martinica          | 1 (4)               | Canadá        | 0 (2) |                              |                              |  |  |       |       |
|  | 27 de enero        |                     | Canadá        | 0 (2) |                              |                              |  |  |       |       |
|  |                    | Estados Unidos (p.) | 0 (4)         |       | Partido por el tercer puesto | Partido por el tercer puesto |  |  |       |       |
|  | Estados Unidos     | Estados Unidos (p.) | 0 (4)         | 4     | Partido por el tercer puesto | Partido por el tercer puesto |  |  |       |       |
|  | Estados Unidos     |                     | 2 de febrero  | 4     |                              |                              |  |  |       |       |
|  | El Salvador        | 0                   |               |       |                              |                              |  |  |       |       |
|  | El Salvador        | 0                   | Corea del Sur | 1     |                              |                              |  |  |       |       |
|  |                    |                     |               |       |                              |                              |  |  |       |       |
|  | Canadá             | 2                   |               |       |                              |                              |  |  |       |       |
|  | Canadá             | 2                   |               |       |                              |                              |  |  |       |       |

#### Cuartos de final
| 26 de enero de 2002 | Costa Rica             | 2:1 (1:0, 1:1) (t. s.) | Haití      | Orange Bowl, Miami                                          |                                                             |
|                     | Centeno 2' · Gómez 97' |                        | Pierre 62' | Asistencia: 14.823 espectadores Árbitro(s): Gilberto Alcalá | Asistencia: 14.823 espectadores Árbitro(s): Gilberto Alcalá |

| 26 de enero de 2002 | Canadá                                                              | 1:1 (0:0, 1:1) (t. s.)(6–5 p.) | Martinica                                                       | Orange Bowl, Miami                                        |                                                           |
|                     | McKenna 73'                                                         |                                | Rogers 63' (a.g.)                                               | Asistencia: 14.823 espectadores Árbitro(s): Carlos Batres | Asistencia: 14.823 espectadores Árbitro(s): Carlos Batres |
|                     |                                                                     | Tiros desde el punto penal     |                                                                 |                                                           |                                                           |
|                     | McKenna · Brennan · De Rosario · Nsaliwa · De Vos · Stalteri · Bent |                                | Lupon · Clement · DiCanot · Mirande · Reuperne · Heurlie · Lina |                                                           |                                                           |

| 27 de enero de 2002 | México                            | 0:0 (0:0, 0:0) (t. s.)(2–4 p.) | Corea del Sur                                                 | Estadio Rose Bowl, Pasadena                             |  |
|                     |                                   |                                |                                                               | Asistencia: 31.628 espectadores Árbitro(s): José Pineda |  |
|                     |                                   | Tiros desde el punto penal     |                                                               |                                                         |  |
|                     | Noriega · De Anda · Sosa · Hierro |                                | Lee Eul-yong · Lee Dong-gook · Choi Sung-yong · Lee Young-pyo |                                                         |  |

| 27 de enero de 2002 | Estados Unidos                   | 4:0 (3:0) | El Salvador | Estadio Rose Bowl, Pasadena                                |                                                            |
|                     | McBride 9', 11', 21' · Razov 72' |           |             | Asistencia: 31.628 espectadores Árbitro(s): Samuel Richard | Asistencia: 31.628 espectadores Árbitro(s): Samuel Richard |

#### Semifinales
| 30 de enero de 2002 | Costa Rica                    | 3:1 (1:0) | Corea del Sur      | Estadio Rose Bowl, Pasadena                               |                                                           |
|                     | Gómez 44' · Wanchope 77', 82' |           | Choi Jin-Cheul 81' | Asistencia: 7.241 espectadores Árbitro(s): Curtis Charles | Asistencia: 7.241 espectadores Árbitro(s): Curtis Charles |

| 30 de enero de 2002 | Canadá                                    | 0:0 (0:0, 0:0) (t. s.)(2–4 p.) | Estados Unidos                     | Estadio Rose Bowl, Pasadena                                 |  |
|                     |                                           |                                |                                    | Asistencia: 7.241 espectadores Árbitro(s): Peter Predergast |  |
|                     |                                           | Tiros desde el punto penal     |                                    |                                                             |  |
|                     | McKenna · Stalteri · De Rosario · Nsaliwa |                                | Donovan · McBride · Agoos · Mathis |                                                             |  |

#### Tercer lugar
| 2 de febrero de 2002 | Corea del Sur   | 1:2 (1:2) | Canadá                                  | Estadio Rose Bowl, Pasadena                            |                                                        |
|                      | Kim Do-Hoon 15' |           | 33' (a.g.) Kim Do-Hoon · 35' De Rosario | Asistencia: 14.432 espectadores Árbitro(s): Noel Bynoe | Asistencia: 14.432 espectadores Árbitro(s): Noel Bynoe |

#### Final
| 2 de febrero de 2002 | Costa Rica | 0:2 (0:1) | Estados Unidos        | Estadio Rose Bowl, Pasadena                               |                                                           |
|                      |            |           | 37' Wolff · 63' Agoos | Asistencia: 14 432 espectadores Árbitro(s): Carlos Batres | Asistencia: 14 432 espectadores Árbitro(s): Carlos Batres |

## Campeón
|                                           |
| Bandera de Estados Unidos                 |
| Campeón invicto Estados Unidos 2.º título |

## Estadísticas

### Tabla de rendimiento
|    |                   | Pts | PJ | PG | PE | PP | GF | GC | Dif | Rend   |
| -- | ----------------- | --- | -- | -- | -- | -- | -- | -- | --- | ------ |
| 1  | Estados Unidos    | 13  | 5  | 4  | 1  | 0  | 10 | 2  | 9   | 95.55% |
| 2  | Costa Rica        | 10  | 5  | 3  | 1  | 1  | 9  | 1  | 8   | 93.33% |
| 3  | Canadá            | 10  | 5  | 2  | 1  | 2  | 8  | 5  | 3   | 66.66% |
| 4  | Corea del Sur     | 2   | 5  | 0  | 2  | 3  | 5  | 4  | 1   | 60%    |
| 5  | México            | 7   | 3  | 2  | 1  | 0  | 4  | 1  | 3   | 46.66% |
| 6  | Martinica         | 4   | 3  | 1  | 1  | 1  | 2  | 3  | -1  | 26.66% |
| 7  | Haití             | 3   | 3  | 1  | 0  | 2  | 3  | 4  | -1  | 20%    |
| 8  | El Salvador       | 3   | 3  | 1  | 0  | 2  | 1  | 5  | -4  | 20%    |
| 9  | Ecuador           | 3   | 2  | 1  | 0  | 1  | 2  | 2  | 0   | 13%    |
| 10 | Trinidad y Tobago | 1   | 2  | 0  | 1  | 1  | 1  | 2  | -1  | 6.66%  |
| 11 | Cuba              | 1   | 2  | 0  | 1  | 1  | 0  | 1  | -1  | 6.66%  |
| 12 | Guatemala         | 0   | 2  | 0  | 0  | 2  | 1  | 4  | -3  | 0%     |

### Goleadores
4 goles
- Brian McBride

3 goles
- Kevin McKenna

2 goles
- Rolando Fonseca
- Rónald Gómez
- Paulo Wanchope
- Álex Aguinaga

1 gol
- Dwayne De Rosario
- Walter Centeno
- Hernán Medford
- Santos Cabrera
- Juan Carlos Plata
- Charles Alerte
- Golman Pierre
- Patrick Percin
- Adolfo Bautista
- Marco Garcés
- Jair García
- Carlos Ochoa
- Choi Jin-cheul
- Kim Do-hoon
- Song Chong-gug
- Stern John
- Jeff Agoos
- DaMarcus Beasley
- Landon Donovan
- Ante Razov
- Josh Wolff

Autogoles
- Mark Rogers (ante Martinica)
- Kim Do-hoon (ante Canadá)
- Édison Méndez (ante Haití)

### Asistentes
| Jugador        | Selección      | Asistencias |
| -------------- | -------------- | ----------- |
| Mauricio Solís | Costa Rica     | 3           |
| Paul Stalteri  | Canadá         | 2           |
| Frankie Hejduk | Estados Unidos | 2           |

## Premios y reconocimientos

### Goleador del torneo (Bota de oro)
- Brian McBride

El delantero estadounidense anotó 4 goles en 5 partidos jugados, marcó un penalti a Cuba en la fase de grupos y marcó un hat-trick ante El Salvador en los cuartos de final. McBride es el primer estadounidense distinguido con este premio.

### Mejor jugador del torneo (Balón de oro)
- Brian McBride

El delantero estadounidense de 29 años, participó en los 6 partidos que disputó su selección y fue el goleador del torneo.

### Mejor portero del torneo
- Lars Hirschfeld

El arquero canadiense estuvo presente en los 6 encuentros que disputó su selección en los que recibió cuatro goles y mantuvo su arco invicto en dos ocasiones.

### Premio al juego limpio
Premio Fairplay otorgado a la selección que practicó mejor el juego limpio.
- Costa Rica

## Equipo ideal del torneo
Se eligió al equipo ideal del torneo formado por once integrantes. El mejor portero del torneo Lars Hirschfeld no ingresó en el equipo ideal. 
| Porteros                   | Defensas                                                                | Centrocampistas                                                                                 | Delanteros                                                    |
| -------------------------- | ----------------------------------------------------------------------- | ----------------------------------------------------------------------------------------------- | ------------------------------------------------------------- |
| Odelin Molina Shaka Hislop | Luis Marin Jeff Agoos Jason de Vos Ludovic Mirande Pierre Richard Bruny | Ronald Gomez Mauricio Solis Alfonso Sosa Kim Nam-Il Landon Donovan Santos Cabrera Álex Aguinaga | Brian McBride Kevin McKenna Ronald Cerritos Juan Carlos Plata |